# Latkowo (województwo pomorskie)
Latkowo (niem. Löthen) – wieś w Polsce położona w województwie pomorskim, w powiecie sztumskim, w gminie Stary Dzierzgoń. Wieś wchodzi w skład sołectwa Kornele.

## Historia
Wieś wzmiankowana w dokumentach z roku 1285, jako wieś pruska na 16 włókach. Pierwotna nazwa Lethen najprawdopodobniej wywodzi się od imienia Prusa – Lete. W roku 1782 we wsi odnotowano 9 domów (dymów), natomiast w 1858 w 6 gospodarstwach domowych było 79 mieszkańców. W latach 1937–39 było 96 mieszkańców. 
W latach 1945–46 miejscowość nosiła nazwę Lutno.
W roku 1973 wieś należała do powiatu morąskiego, gmina Stary Dzierzgoń, poczta Myślice.
W latach 1975–1998 miejscowość administracyjnie należała do województwa elbląskiego.